# Байтанов, Тулеген
Тулеген Байтанов (кирг. Төлеген Байтанов; 1892 год, аул Акынтогай, Туркестанский край, Российская империя — 1981 год) — колхозник, чабан, Герой Социалистического Труда (1949).

## Биография
Родился в 1892 году в ауле Акынтогай, Туркестанский край (сегодня — Отырарский район Южно-Казахстанской области, Казахстан). С раннего детства работал пастухом. В 1929 году вступил в колхоз «Овцевод» Шаульдерского района Южно-Казахстанской области. Работал чабаном. Участвовал в Великой Отечественной войне. После демобилизации возвратился в родной колхоз и был назначен в 1946 году старшим чабаном.
В послевоенные годы ежегодно получал в среднем более 100 ягнят от каждой сотни овцематок. В 1948 году обслуживал на начало года 432 овцематок и получил по итогам этого года 85 % смушек первого сорта и вырастил к отбивке в среднем по 106 ягнят от каждой сотни каракульских овцематок. Указом Президиума Верховного Совета СССР от 12 июля 1949 года удостоен звания Героя Социалистического Труда за «получение высокой продуктивности животноводства в 1948 году при выполнении колхозами обязательных поставок сельскохозяйственных продуктов и плана развития животноводства по всем видам скота» с вручением ордена Ленина и золотой медали «Серп и Молот» (№ 4203).
Этим же указом званием Героя Социалистического Труда были награждены председатель колхоза «Овцевод» Оспан Шораев (лишён звания в 1953 году), заведующие овцеводческими фермами Мнайдар Карамолдаев, Мусабай Кулумбетов (лишён звания в 1953 году), чабаны Кайкибай Куатбеков, Нускабай Кулумбетов, Кожамурат Нарымбетов и Кумусбек Сапаков.
В 1960 году вышел на пенсию. Умер в 1981 году.
Награды
- Герой Социалистического Труда
- Орден Ленина (1949).